# Aszimptotikus egyenlőség
Az, hogy az {\displaystyle f(n)} és a {\displaystyle g(n)} sorozat aszimptotikusan egyenlő ({\displaystyle f\left({n}\right)\sim g\left({n}\right)}) azt jelenti, hogy {\displaystyle f\left({n}\right)/g\left({n}\right)\rightarrow 1}, ha {\displaystyle n\rightarrow \infty }.
Az aszimptotikus egyenlőség csak a két függvény hányadosáról szól, semmit sem mond a két függvény különbségéről. Így az akár végtelenhez is tarthat.
Becslésre használják a matematika különböző területein.

## Példák
Stirling-formula a faktoriális nagyságrendjéről:
{\displaystyle n!\sim {\sqrt {2\pi n}}\left({\frac {n}{e}}\right)^{n}}
A prímszámok eloszlása:
Jelölje π(x) az 1 és x közötti prímszámok számát. Ekkor:
{\displaystyle \pi (x)\sim {\frac {x}{\ln x}}}
Az algoritmusok műveletigényét szintén szokás aszimptotikus egyenlőséggel megadni.
Továbbá alkalmazzák például a statisztikában.